# Víctor Santos

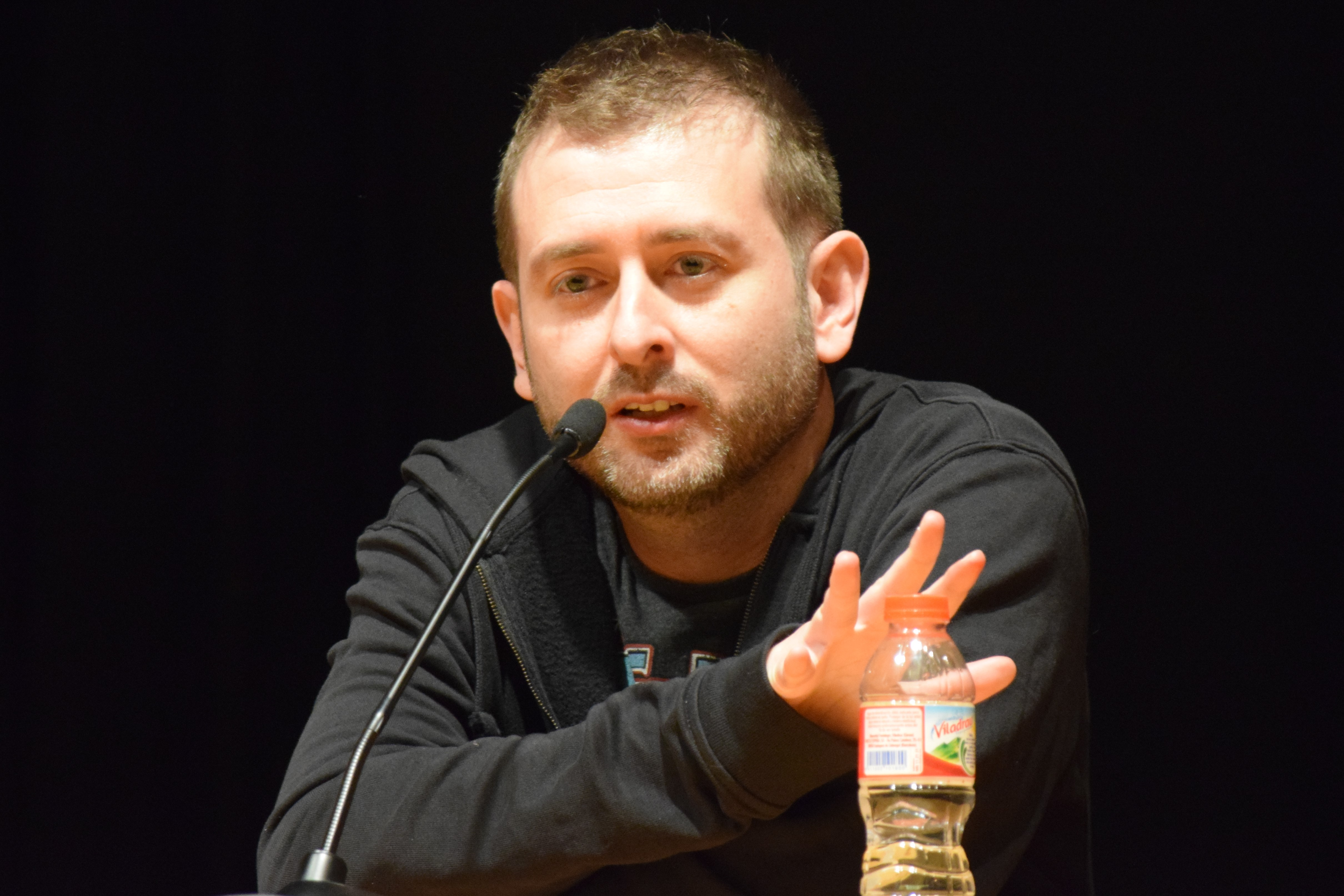
Víctor Santos en la edición del 2019 del Salón Internacional del Cómic de Barcelona.

Víctor Santos (Torrente (Valencia), 1977 ) es un historietista español. Obtuvo el Premio Autor Revelación del Salón Internacional del Cómic de Barcelona 2002.

## Biografía
Después de colaborar con varios fanzines y tras fundar el sello 7 Monos, se autopublicó Gaijin: honor, balas y ex novias, donde daba rienda suelta a su querencia por el cine de acción hongkonés. Mejor acogida tuvo su serie Los Reyes Elfos, aventuras de corte épico basadas en la mitología, que pasaron a ser publicadas profesionalmente, recopiladas en tomos y editadas en otros países.
Paralelamente, siempre dentro del género de acción y aventura, publicó Pulp Heroes y Lone in Heaven, de género negro, así como Faeric Gangs y Mundo Jung, de ambientación fantástica. Participó también en la obra colectiva Bull Damn City con Joan Fuster, Pere Perez, Kenny Ruiz y los hermanos Enrique y Juanmi Vegas.
En 2008 debutó en el mercado francés con Young Ronins.

## Obra

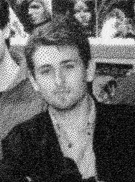

| Años | Título                                               | Guion           | Dibujo                | Editorial           |
| ---- | ---------------------------------------------------- | --------------- | --------------------- | ------------------- |
| 1999 | Gaijin: honor, balas y ex novias                     | Víctor Santos   | Víctor Santos         | 7 Monos             |
| 2000 | Los Reyes Elfos                                      | Víctor Santos   | Víctor Santos         | 7 Monos             |
| 2001 | Los Reyes Elfos: La Doncella y los lobos             | Víctor Santos   | Víctor Santos         | 7 Monos             |
| 2002 | Los Reyes Elfos: La Emperatriz del Hielo             | Víctor Santos   | Víctor Santos         | Dude Comics         |
| 2003 | Pulp Heroes                                          | Víctor Santos   | Víctor Santos         | Astiberri Ediciones |
| 2003 | Los Reyes Elfos: La Espada de los Inocentes          | Víctor Santos   | Víctor Santos         | Dude Comics         |
| 2003 | Faeric Gangs                                         | Víctor Santos   | Víctor Santos         | Astiberri Ediciones |
| 2004 | Aventuras en el Mundo Jung                           | Víctor Santos   | Víctor Santos         | Aleta Ediciones     |
| 2004 | Protector                                            | Víctor Santos   | Víctor Santos         | Dolmen Editorial    |
| 2005 | Los reyes elfos: La doncella y los lobos (reedición) | Víctor Santos   | Víctor Santos         | Dolmen/Siurell      |
| 2005 | Lone in Heaven                                       | Víctor Santos   | Víctor Santos         | Aleta Ediciones     |
| 2005 | Los reyes elfos: Hasta los dioses mueren             | Víctor Santos   | Víctor Santos         | Dolmen/Siurell      |
| 2005 | Pulp héroes 2: Bushido                               | Víctor Santos   | Víctor Santos         | Astiberri           |
| 2006 | Los reyes elfos: Historias de Faerie                 | Víctor Santos   | Víctor Santos         | Dolmen/Siurell      |
| 2007 | Al mejor postor                                      | Víctor Santos   | Víctor Santos         | Dolmen/Siurell      |
| 2007 | Works. El Arte de Victor Santos                      | Víctor Santos   | Víctor Santos         | Dolmen/Siurell      |
| 2008 | Young Ronins                                         | Víctor Santos   | Víctor Santos         | Soleil              |
| 2008 | Deamon Cleaner                                       | Víctor Santos   | Víctor Santos         | Dolmen Editorial    |
| 2009 | Black Kaiser                                         | Víctor Santos   | Víctor Santos         | Dolmen Editorial    |
| 2010 | Zombee                                               | Miles Gunter    | Víctor Santos         | Dolmen Editorial    |
| 2010 | Silhouette                                           | Víctor Santos   | Jesús Alonso Iglesias | Dolmen Editorial    |
| 2011 | Asquerosamente rica                                  | Brian Azzarello | Víctor Santos         | Panini Comics       |
| 2011 | Los Reyes Elfos: Dreide                              | Víctor Santos   | Víctor Santos         | Dolmen/Siurrell     |
| 2012 | Ezequiel Himes: Zombie hunter                        | Víctor Santos   | Alberto Hernández     | Dolmen Editorial    |
| 2012 | Silhouette: Arcángeles oscuros                       | Víctor Santos   | Jesús Alonso Iglesias | Panini Comics       |
| 2012 | Intachable: 30 años de corrupción                    | Víctor Santos   | Víctor Santos         | Panini Comics       |
| 2012 | Rashomon: Un caso del comisario Heigo Kobayashi      | Víctor Santos   | Víctor Santos         | Norma Editorial     |
| 2013 | Los Reyes Elfos: La saga de Ehren Heldentodsson      | Víctor Santos   | Víctor Santos         | Dolmen editorial    |